# ホミライト
ホミライト（ホミル石、英語: homilite)は、ガドリン石族に属するのケイ酸塩鉱物である。化学式は、Ca2(Fe, Mg)B2Si2O10である。
ペグマタイト中の長石の中に茶色の単斜晶系結晶（空間群P21/a）として生じる。1876年にノルウェー ヴェストフォル県のストッケーヤ島で発見された。メリフェン石、褐簾石との関係から、ギリシャ語で「ともに生じる」という意味の「ὁμιλέω」から命名された。